# BEB VII
Die Dampflokomotivreihe BEB VII war eine Personenzug-Schlepptenderlokomotivreihe der Buschtěhrader Eisenbahngesellschaft (BEB).

## Geschichte
Die von der BEB beschafften sieben Stück Personenzuglokomotiven der Bauart 2B wurden von der Wiener Neustädter Lokomotivfabrik in den Jahren 1887 bis 1897 geliefert.
Sie wurden als BEB VII eingeordnet und bekamen die Betriebsnummern 90–96.
Nach der Verstaatlichung 1923 kamen alle sieben Maschinen zu den Tschechoslowakischen Staatsbahnen (ČSD), die ihnen die Reihenbezeichnung 253.3 gab und sie bis 1939 ausmusterte.
Die letzten beiden Lokomotiven 253.302 und 253.306 kamen bis 1938 zusammen mit den letzten beiden 253.2 vor leichten Schnellgüterzügen (Raketa genannt) zwischen Komotau und Aussig zum Einsatz. Die 253.304 war bereits 1933 ausgeschieden, die anderen Lokomotiven schon zwischen 1926 und 1929.